# Elizabeth Blount
Elizabeth Blount (* um 1498; † um 1540), genannt Bessie Blount, eine englische Edeldame, war die Tochter des Sir John Blount aus Shropshire und ist bekannt für ihre Rolle als Mätresse des Königs Heinrich VIII. Sie gebar den gemeinsamen Sohn, Henry Fitzroy, der vom König, der bis dahin keinen legitimen männlichen Erben hatte, anerkannt und mit hohen Würden ausgestattet wurde. Später wurde sogar vorgeschlagen, ihn offiziell zum Thronerben zu ernennen. Elizabeth Blounts Affäre mit dem König endete bereits kurz nach Henry Fitzroys Geburt und sie ehelichte Gilbert Tailboys, 1. Baron Tailboys, mit dem sie mehrere Kinder hatte, und nach dessen Tod Edward Clinton, 1. Earl of Lincoln, mit dem sie ebenfalls Kinder hatte.
Sie starb irgendwann zwischen Januar 1539 und Juni 1541 in relativer Vergessenheit, nachdem ihr königlicher Sohn bereits einige Jahre zuvor als Jugendlicher verstorben war.

## Familie und Herkunft
Elizabeth Blount war die Tochter des John Blount of Kinlet (1484–1531) und seiner Frau Katherine Pershall (1483–1540), Erbin des Sir Hugh Pershall of Knightley und seiner Frau Isabel Stanley of Elford. Das Jahr ihrer Geburt ist nicht genau bekannt. Ihre Biografin Elizabeth Norton geht jedoch davon aus, dass Elizabeth in der Familie von sechs Töchtern und fünf Söhnen die älteste Tochter und vermutlich auch das älteste Kind war und hält ein Geburtsjahr von etwa 1498 für „sehr wahrscheinlich“. Ein späteres Geburtsjahr als 1500 kann jedenfalls ausgeschlossen werden, da Elizabeth 1512 einen Posten als Hofdame erhielt, für den ein Mindestalter von 12 Jahren bestand.
Elizabeth Blount wurde vermutlich in Kinlet Hall geboren, in der Gemeindekirche in Kinlet getauft, die direkt neben dem Familienanwesen lag und nach ihrer Urgroßmutter Elizabeth, der Witwe von Humphrey Blount, benannt, die vielleicht auch ihre Taufpatin war. Den Spitznamen Bessie könnte sie zur Unterscheidung von anderen Familienmitgliedern namens Elizabeth bereits als Kind erhalten haben oder auch erst als Mätresse des Königs.
Die Blounts gehörten der Schicht der englischen Gentry an und die Familie besaß bereits seit der Zeit der normannischen Eroberung Ländereien in Kinlet in Shropshire. Sie hatte dort lokal Einfluss und Bedeutung und verschiedene Familienmitglieder dienten immer wieder als Sheriffs. Im Gegensatz zu den Frauen Heinrichs VIII., die alle eine legitime Abstammung von Edward I. oder Edward III. beanspruchen konnten, war Bessies Stammbaum jedoch wenig beeindruckend. Zwar stammten die Blounts angeblich vom dritten Grafen von Guînes und seiner Frau (Tochter des Grafen von St. Pol) ab, die mit Wilhelm dem Eroberer nach England gekommen waren, doch dies könnte später als Behauptung entstanden sein, als die Familie höheren Status anstrebte.
Im 16. Jahrhundert sagte man, der Familienname Blount (mittelenglisch „blond“) käme von „ihren goldenen Locken“. In einer Zeit, in der blonde Haare dem Schönheitsideal entsprachen, galt die Familie daher als außergewöhnlich gutaussehend.

## Kindheit und Erziehung
Als Bessie geboren wurde, lebten ihre noch sehr jungen Eltern anscheinend in Kinlet mit den Eltern ihres Vaters John zusammen. Da ihre Großeltern eine Familie von 20 Kindern großzogen, ist es gut möglich, dass einige von Bessies Tanten und Onkeln nach ihr geboren wurden. Da John ein schlechtes Verhältnis zu seinem Vater Thomas Blount hatte und der Ehevertrag Katherine Ländereien im Jahreswert von 20 Pfund auf Lebenszeit nach der Geburt ihres ersten Kindes zusagte, zogen sie aber vermutlich bald aus. Es ist zwar nicht bekannt, wo sie sich während Bessies Kindheit aufhielten, ein Anwesen in Shropshire, Bewdley, erscheint jedoch möglich.
Auch über Bessies Erziehung gibt es keine überlieferten Aufzeichnungen. In der frühen Tudorzeit wurde die Erziehung von Töchtern normalerweise gänzlich der Mutter überlassen und konnte sehr unterschiedlich ausfallen. Bessies Mutter hatte offenbar eine gute Erziehung erhalten, sie konnte schreiben und verstand sich auszudrücken. Im Haushalt von Bessies Großvater gab es zudem für seine jüngeren Kinder und Enkelkinder vermutlich Hauslehrer oder einen Gemeindepriester; er interessierte sich für Bildung. Bessie selbst wusste Bildung später zu schätzen und es ist bekannt, dass sie zwei Bücher besaß, Chaucers Troilus und eine damals unter jungen Frauen beliebte Romanze mit dem Titel Criseyde. Man weiß aus Schriftstücken auch, dass sie schreiben konnte.
Neben Lesen und Schreiben muss Bessies Mutter ihr Tanzen, Singen und Sticken beigebracht haben, traditionell weibliche Beschäftigungen, sowie höfisches und von Frauen der Zeit erwartetes sittsames und frommes Benehmen. Da Bessie und ihre Schwestern keine Erbinnen waren oder aus einer reichen, einflussreichen Familie stammten, waren sie darauf angewiesen, einen Ehemann durch persönliche Eigenschaften anzuziehen.

## Hofdame und Mätresse des Königs
John Blount war ein loyaler, wenn auch nicht besonders außergewöhnlicher Diener der königlichen Familie. So begleitete er Heinrich VIII., als dieser 1514 im Zuge der Italienischen Kriege nach Frankreich übersetzte, um gegen König Ludwig XII. zu kämpfen.
Über Elizabeth (auch Bessie genannt) ist außer ihrer Schönheit und ihrer berühmten Affäre mit Heinrich VIII. wenig bekannt. Das junge Mädchen kam als Hofdame von Katharina von Aragón, Heinrichs erster Frau, an dessen Hof. Dadurch fiel sie dem König ins Auge und wurde schnell seine Geliebte (etwa 1517). Am 15. Juni 1519 brachte Elizabeth einen Sohn zur Welt, der Henry Fitzroy genannt wurde. Da Henry Fitzroy, später 1. Duke of Richmond und Somerset, unehelich geboren wurde, hatte er keine Ansprüche auf den englischen Thron. Nach der Geburt des Sohnes beendete der König die Affäre mit Elizabeth und bald darauf fiel seine Aufmerksamkeit auf Mary Boleyn, die Frau des Hofangestellten William Carey.
Daraufhin wurde Elizabeth 1519 mit Sir Gilbert Tailboys, of Kyme verheiratet, der ein königliches Mündel war, seit sein Vater 1517 für verrückt erklärt worden war. Nach der Heirat tauchte sie nicht mehr oft in den Affären der Tudormonarchie auf. Heinrich VIII. erhob ihren Gatten 1529 zum Baron Tailboys. Am 18. Juni 1536 starb ihr Sohn. Zu diesem Zeitpunkt war Elizabeth verwitwet und mit dem wesentlich jüngeren Edward Clinton, 1. Earl of Lincoln, wiederverheiratet. Aus ihrer zweiten Ehe gingen drei Töchter hervor u. a. Catherine Clinton (beerdigt am 14. August 1621), die später die Ehefrau von William Burgh, dem zweiten Lord von Burgh (1522–1584) und Mutter von Thomas Burgh, dem dritten Lord von Burgh (1558–1597) wurde. Im Januar 1539 war Elizabeth offenbar noch am Leben, da ihr und ihrem Mann zu diesem Zeitpunkt klösterliche Ländereien übertragen wurden, im Juni 1541 wird Lord Clinton jedoch als neu verheiratet bezeichnet. Heinrich war bereits mit Anne Boleyn, Jane Seymour, Anna von Kleve und der jungen Catherine Howard verheiratet gewesen, als Elizabeth starb. Der Legende nach starb Elizabeth an derselben Krankheit wie ihr Sohn.

## Ehen und Nachkommen
Aus ihrer Beziehung mit König Heinrich VIII.
- Henry Fitzroy, 1. Duke of Richmond and Somerset (* 1519; † 1536), heiratete Lady Mary Howard, die Ehe wurde aufgrund der Jugend der beiden Ehepartner jedoch nicht vollzogen.

Aus ihrer Ehe mit Gilbert Talboys, 1. Baron Tailboys:
- Elizabeth Tailboys, 4. Baroness Tailboys (* um 1520, † 1563), heiratete Thomas Wymbish, of Nocton († 1552) und Ambrose Dudley, 3. Earl of Warwick († 1589), wurde nach dem Tod ihrer Brüder 4. Baroness, nach ihrem kinderlosen Tod erlosch die Baronie.
- George Tailboys, 2. Baron Tailboys (* um 1523, † 6. September 1540), starb kinderlos.
- Robert Tailboys, 3. Baron Tailboys (* 1523, † 1541), starb kinderlos.

Aus ihrer zweiten Ehe mit Edward Clinton, 1. Earl of Lincoln:
- Lady Bridget Clinton (* um 1536).
- Lady Katherine Clinton (* um 1538; † 14. August 1621)
- Lady Margaret Clinton (* um 1539).

## Darstellung in Buch und Film
In Philippa Gregorys historischem Roman The Other Boleyn Girl (deutscher Titel: Die Schwester der Königin) wird Bessie Blount mehrere Male erwähnt, da die Boleyns hoffen, dass Heinrichs neue Mätresse Mary Boleyn dem König ebenfalls einen Sohn gebiert und im Gegensatz zu Bessie Heinrichs neue Königin wird. Im Folgeroman The Boleyn Inheritance (deutscher Titel: Das Erbe der Königin) ist Bessie Blount eine Nebenfigur bei Hofe, die den Tod ihres Sohnes Henry Fitzroy betrauert. Hier wird angedeutet, dass Bessie einen Mord vermutet, was historisch nicht belegt werden kann.
Im ersten Teil der britischen TV-Serie Henry VIII wurde Elizabeth Blount von einer namentlich unbekannten Schauspielerin gespielt. Der Charakter hat nur einen sehr kurzen Auftritt während der Geburt Henry Fitzroys.
In der Fernsehserie Die Tudors spielte Ruta Gedmintas die Rolle der Bessie Blount. Anders als in der Realität ist sie während ihrer Affäre mit Heinrich bereits verheiratet, weshalb ihr Gatte droht sie in ein Kloster zu sperren. Die Affäre endet nach der Geburt ihres Sohnes Henry Fitzroy, der hier bereits als Kleinkind stirbt.